# Arenaria huteri
Arenaria huteri là loài thực vật có hoa thuộc họ Cẩm chướng. Loài này được A.Kern. mô tả khoa học đầu tiên năm 1872.